# くまもと森都心プラザ
くまもと森都心プラザ（くまもとしんとしんぷらざ）は、熊本県熊本市の情報交流施設。再開発事業（くまもと森都心）のA棟の2階から6階までを占める。本記事ではA棟全体について述べる。

## 概要
熊本市による熊本駅前東A地区再開発事業の公共施設棟（A棟）として建設された。隣接した商業施設の入居する棟（B棟：春日ヒルズ）、先に着工されていた住宅棟（C棟：ザ・熊本タワー）を合わせて「くまもと森都心」という愛称が付けられた。2011年（平成23年）10月1日にプレオープンし、2012年（平成24年）3月にグランドオープンした。

## フロア
| 階  | 施設                                                               |
| --- | ------------------------------------------------------------------ |
| 6F  | プラザホール・会議室                                               |
| 5F  | プラザホール（489席）・多目的室                                    |
| 4F  | プラザ図書館・ビジネス支援センター・託児室                         |
| 3F  | プラザ図書館 子育て支援施設 駅前子育て広場                         |
| 2F  | ビジネス支援施設 XOSSPOINT.                                        |
| 1F  | 熊本第一信用金庫熊本駅前支店・肥後銀行熊本駅前支店・日産レンタカー |
| B1F | 駐車場                                                             |